# Teias
Teias (? - 553) est le dernier roi des Ostrogoths d'Italie en 552, succédant au roi Totila, tué au combat par les Byzantins.

## Biographie
Selon l'historien byzantin Agathias, contemporain des événements, Teias est le fils d'un certain Frédigerne.
Après la mort de Totila, Procope de Césarée raconte que « les Goths qui s'étaient sauvés de la bataille, passèrent le Pô, se rassemblèrent à Pavie, et dans les places voisines, et élurent comme roi Teias qui, ayant trouvé dans cette ville les richesses de ses prédécesseurs, résolut de les employer pour attirer les Francs dans sa guerre contre les Byzantins. »
Teias est vaincu et tué par le général byzantin Narsès sur les flancs du Vésuve durant la bataille du mont Lactarius en 553. Son court règne n'a duré que trois mois. Son frère cadet Aligern poursuit la lutte contre les Byzantins.

## Postérité
Teias est un des personnages du film d'aventure Pour la conquête de Rome I de Robert Siodmak.

## Sources primaires
- Procope de Césarée, Histoire de la guerre contre les Goths, Chapitre XXXIII et suivant
- Agathias, Histoires (« Sur le règne de Justinien »), Livre I
- Notices d'autorité :   - VIAF
  - GND